# Beaumarais
Beaumarais (en sarrois Bómmarä) est un stadtteil de Sarrelouis, en Sarre.

## Lieux et monuments

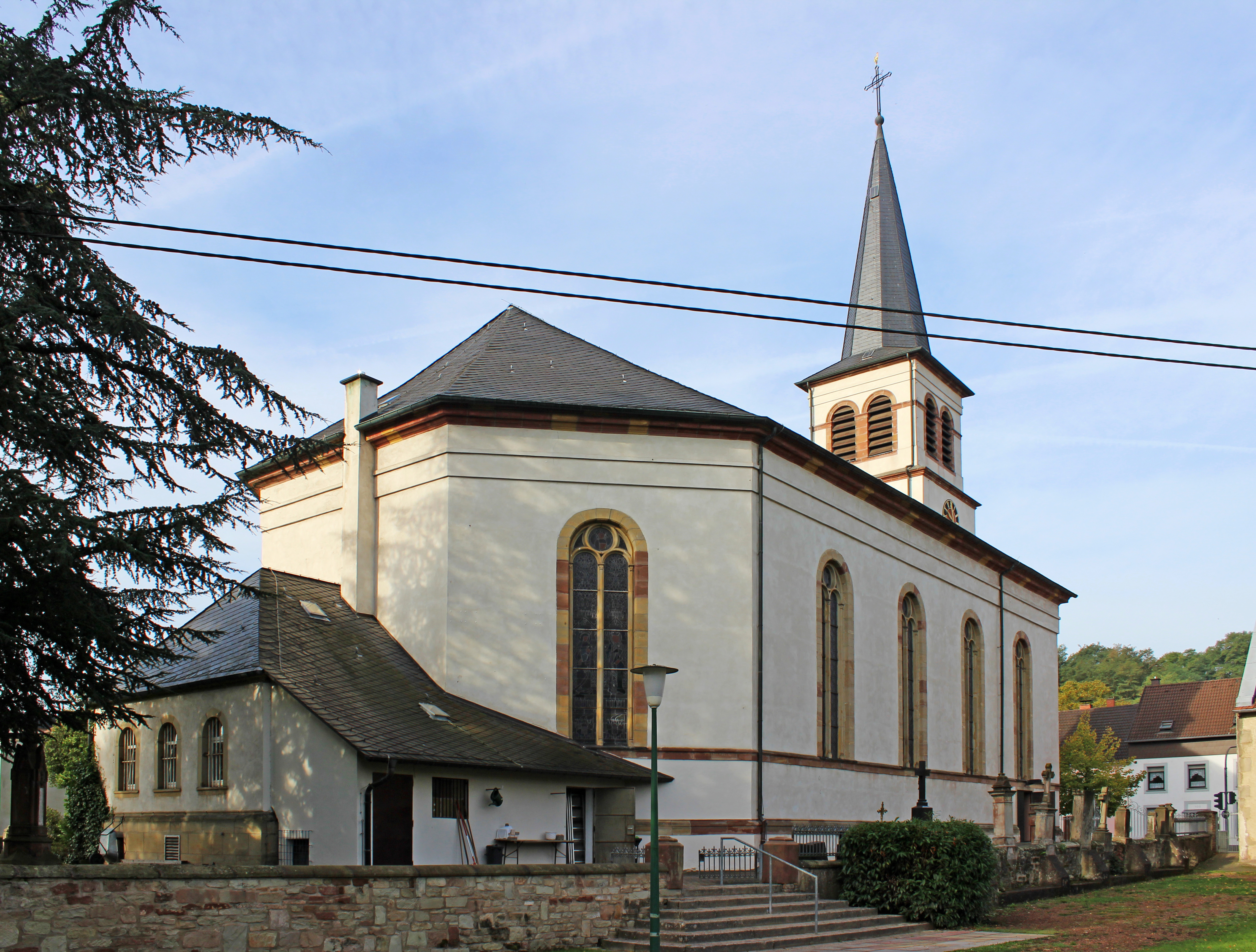
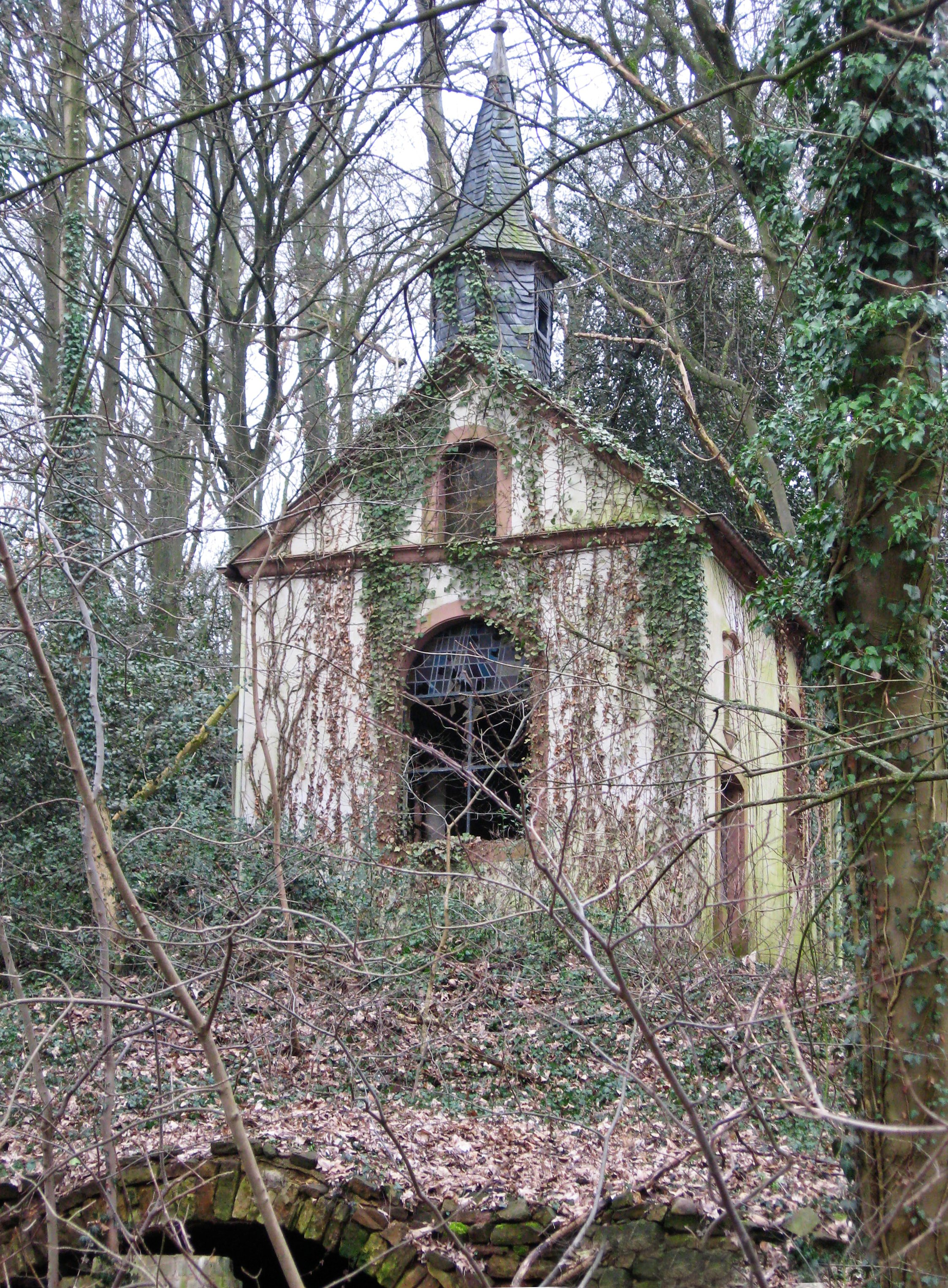
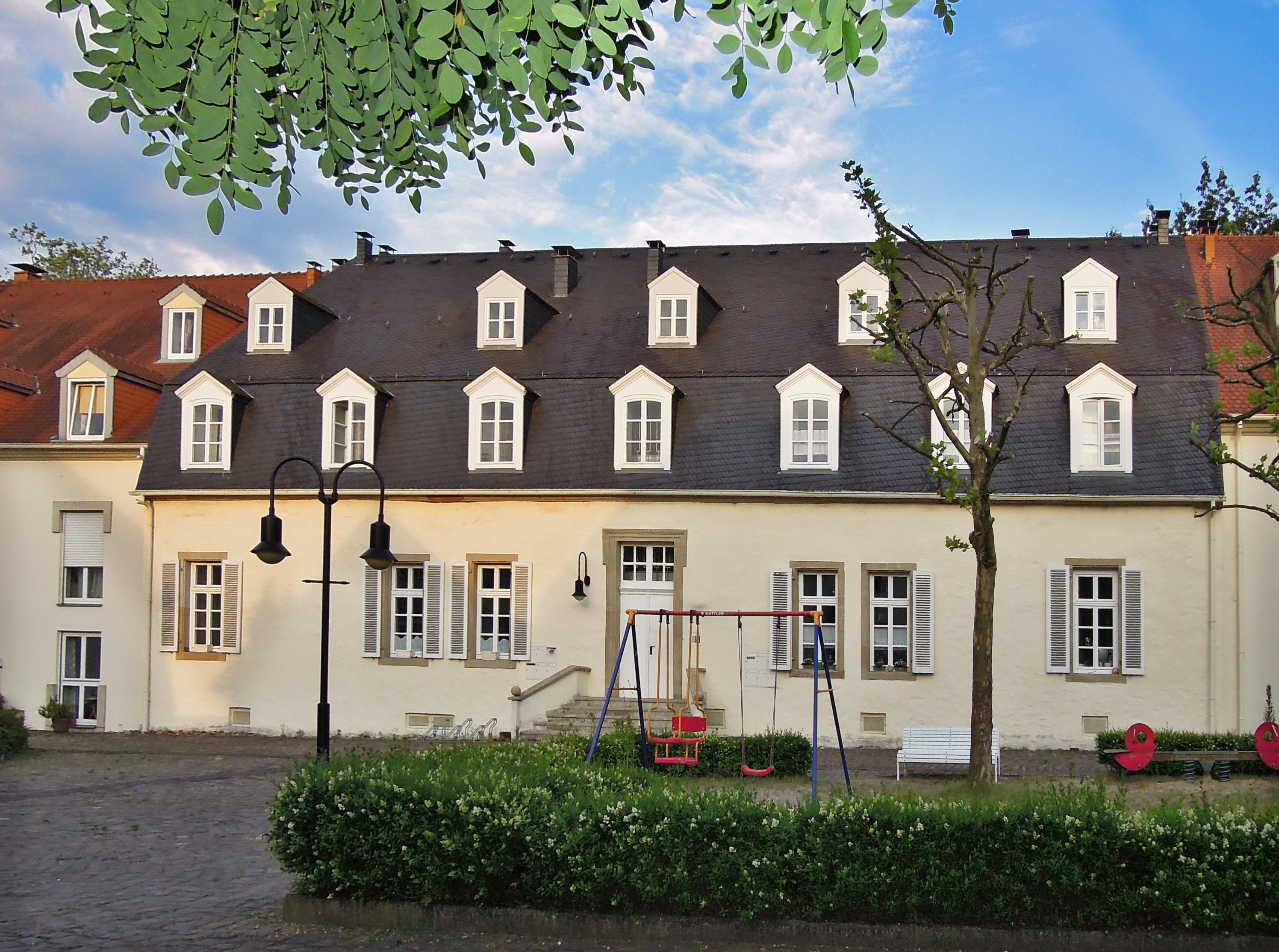
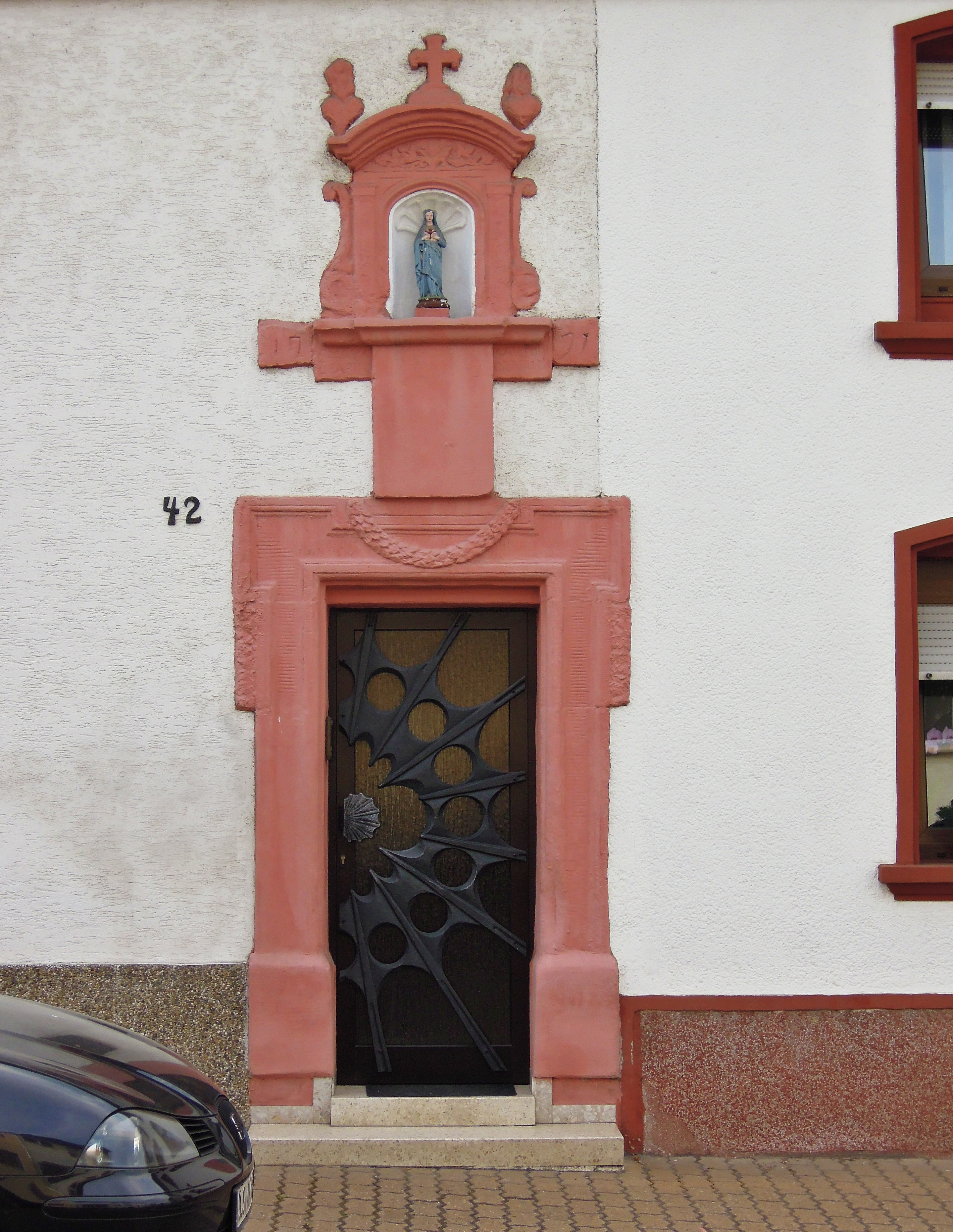